# Saikouba Jarju
Saikouba Jarju ist ein gambischer Politiker.

## Leben
| Parlamentswahl | Stimmen | Stimmanteil |
| -------------- | ------- | ----------- |
| 2017           | 8.475   | 55,28 %     |

Saikouba Jarju trat bei der Wahl zum Parlament 2017 als Kandidat der United Democratic Party (UDP) im Wahlkreis Busumbala in der West Coast Administrative Region an. Mit 55,28 % konnte er den Wahlkreis vor Jerreh Sanyang (APRC) für sich gewinnen.
Im November 2019 entließ die UDP acht im Parlament vertretende Parteimitglieder aus ihrer Partei. Das informierte Parlament stuft die Parlamentarier von nun an, darunter auch Jarju, als unabhängige Abgeordnete ein. Ihnen wurde ihre Loyalität zu dem ehemaligen UDP-Mitglied und Präsidenten Adama Barrow vorgeworfen.
Bei den Parlamentswahlen 2022 trat Jarju erneut im Wahlkreis Busumbala an, dieses Mal für die National People’s Party (NPP). Er verlor mit 5998 Stimmen (27,29 %) gegen den parteilosen Kandidaten Muhammed Kanteh (* 1986), der 10.100 Stimmen (45,96 %) erhielt.
Adama Barrow wies Jarju im August 2022 dem Auswärtigen Dienst zu. Er wurde zum Ersten Sekretär (First Secretary) an der gambischen Botschaft in Mauretanien ernannt.